# Coelidium
Coelidium é um género botânico pertencente à família Fabaceae.